# Mosche Katzav

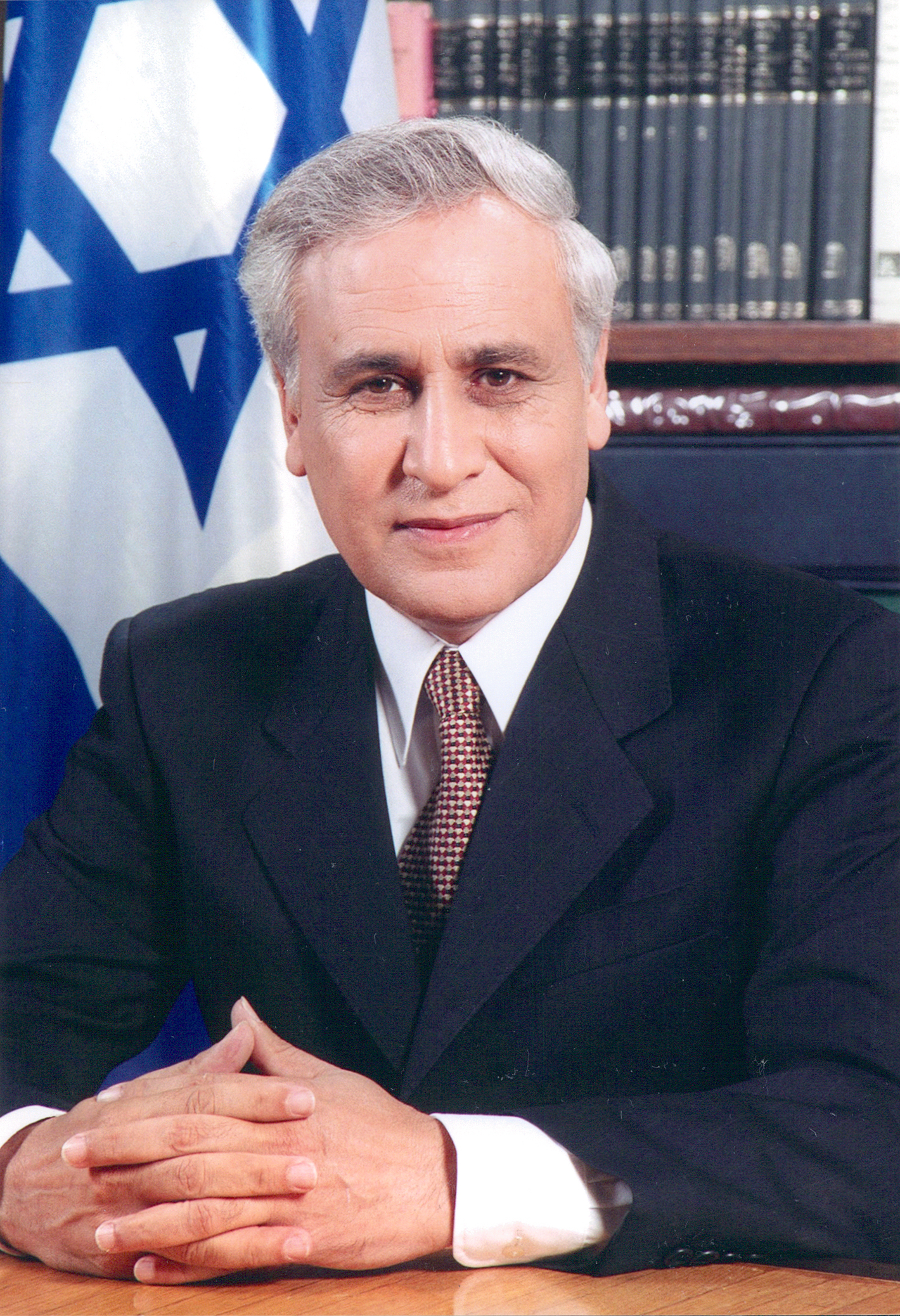
Mosche Katzav

Mosche Katzav (hebräisch משה קצב [moˈʃe kaˈʦav], persisch موسی قصاب, DMG Mūsā Qaṣṣāb [muːˈsɔː ɢæˈsːɔːb]; * 5. Dezember 1945 in Yazd, Iran) ist ein ehemaliger israelischer Politiker (Likud). Er war von 2000 bis 2007 der achte israelische Staatspräsident.

## Kindheit und Jugend
Noch als Kleinkind zog seine Familie mit ihm aus seiner iranischen Geburtsstadt Yazd nach Teheran. Im August 1951 emigrierte die Familie nach Israel. Er leistete seinen Wehrdienst als Korporal im Kommunikationskorps und diente als Reservist im Sechs-Tage- und im Jom-Kippur-Krieg. Katzav absolvierte ein Studium der Wirtschaftswissenschaft und Geschichte an der Hebräischen Universität Jerusalem, das er 1971 mit einem Bachelorgrad und Lehrerzertifikat abschloss.

## Politischer Werdegang
Im Jahr 1969 wurde er als 24-Jähriger in der Stadt Kirjat Mal’achi zum damals jüngsten Bürgermeister Israels gewählt. Als Abgeordneter des rechten Likud-Bündnisses war er von 1977 bis zu seiner Wahl zum Staatspräsidenten 2000 Mitglied der Knesset. Von 1981 bis 1984 war er stellvertretender Minister für Bau- und Wohnungswesen, anschließend bis 1988 Minister für Arbeit und Soziales, dann bis 1992 Verkehrsminister. Im Kabinett Netanjahu I war Katzav von 1996 bis 1999 stellvertretender Ministerpräsident und zugleich Tourismusminister sowie Minister für die arabischen Israelis.
Am 31. Juli 2000 setzte sich Mosche Katzav in der Präsidentenwahl im zweiten Wahlgang mit 63 zu 57 Stimmen überraschend gegen Schimon Peres durch und wurde zum achten Präsidenten Israels gewählt. Für die orientalischen Juden war es von großer Bedeutung, dass erstmals einer der ihren in das höchste Staatsamt gewählt wurde.

## Strafverfahren
2006 gab es Vorwürfe gegen Katzav wegen Vergewaltigung und sexueller Nötigung in mehreren Fällen. Im Januar 2007 erklärte die Generalstaatsanwaltschaft,  Anklage wegen sexueller Übergriffe gegenüber mindestens einer Angestellten zu erheben, worauf er am 29. Juni 2007 in einer Note an Parlamentspräsidentin Dalia Itzik seinen Rücktritt mitteilte.
Am 19. März 2009 klagte die Staatsanwaltschaft Katzav vor einem Gericht in Tel Aviv wegen Vergewaltigung und sexueller Übergriffe gegenüber drei Frauen an. Er stritt die Vorwürfe weiterhin ab. Am 30. Dezember 2010 wurde er wegen Vergewaltigung einer Angestellten in zwei Fällen, sexueller Belästigung in weiteren Fällen sowie der Behinderung der Justiz schuldig gesprochen. Am 22. März 2011 legten die Richter das Strafmaß auf sieben Jahre Haft sowie zwei Jahre Bewährungsstrafe fest. Zudem sollte er umgerechnet 20.000 Euro Entschädigung zahlen. Gegen dieses Urteil legte Katzav Berufung ein. Am 10. November 2011 bestätigte jedoch das Oberste Gericht unter Vorsitz des Richters George Karra die Entscheidung der Vorinstanz, worauf er seine Haftstrafe am 7. Dezember desselben Jahres antrat. Er teilte eine Gefängniszelle mit dem ehemaligen Minister Schlomo Benizri. Am 21. Dezember 2016 kam Moshe Katzav vorzeitig aus der Haft frei.